# Historia de la sismología

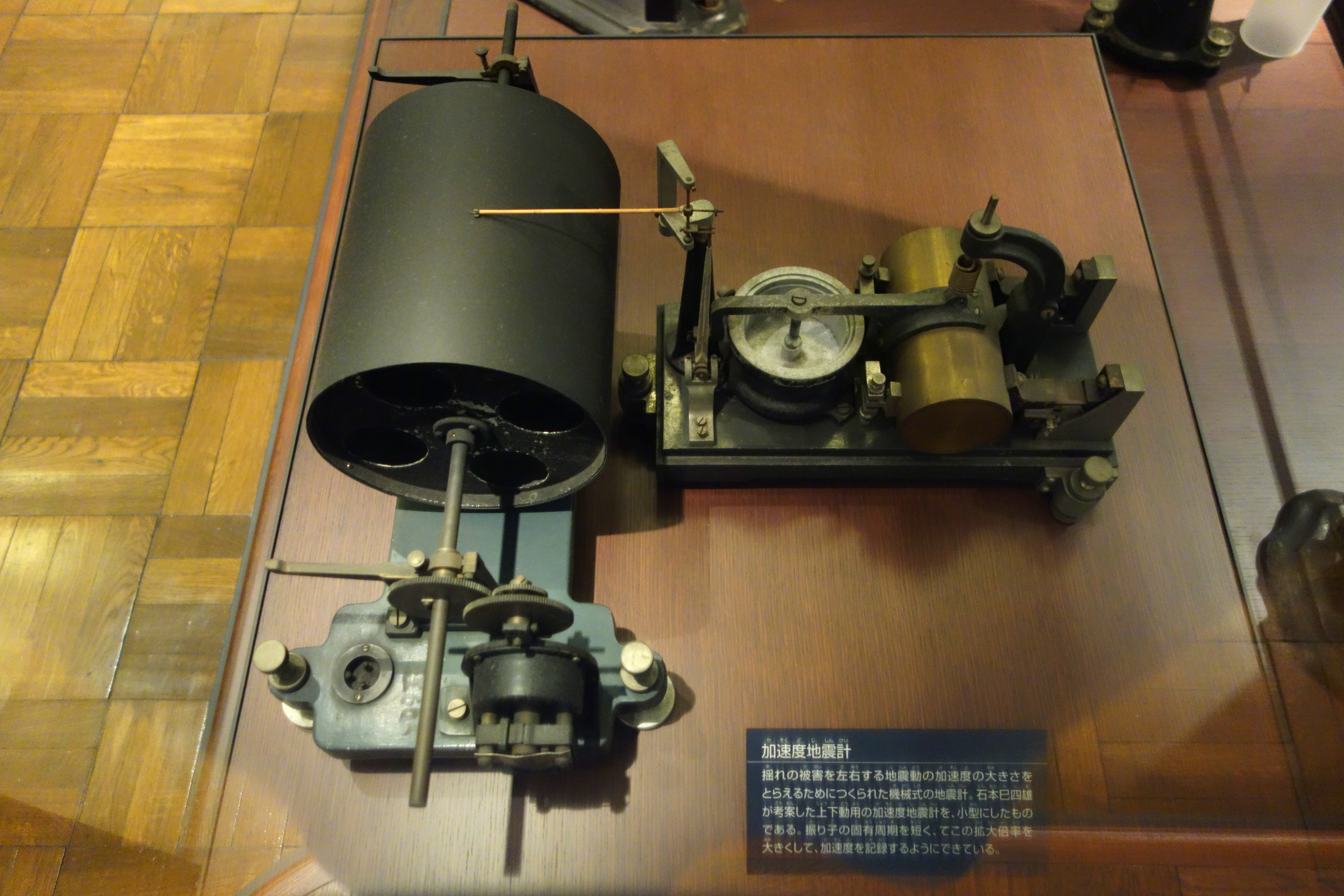
Sismógrafo mostrado en el Museo de Ciencias de Tokio

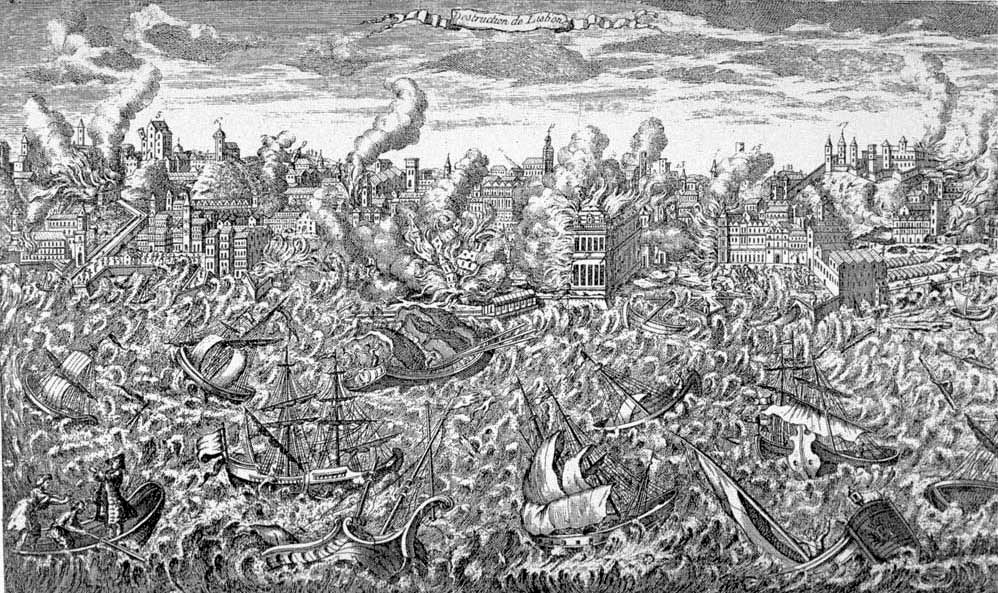
Grabado representando el terremoto de Lisboa de 1755

El estudio de los terremotos (o seísmos o sismos) es tan antiguo como la humanidad misma. Hay registros escritos en China de hace 3000 años, en los que se describe el impacto de las sacudidas sísmicas tal como las percibimos hoy en día. Registros japoneses y de Europa oriental con 1600 años de antigüedad también describen en detalle los efectos de los terremotos sobre la población. En América central y América del norte se cuenta con códices mayas y aztecas, que se refieren a este fenómeno natural. En América del Sur se produjo el florecimiento de diversas civilizaciones y culturas que tuvieron conocimiento de los terremotos debido al tipo de arquitectura sismorresistente presente desde la Civilización caral con el uso de shicras, hasta la época de los incas que usaban una estructura trapezoidal en sus construcciones. También existen documentos de la época colonial (Archivos de Indias) que detallaron los principales eventos que afectaron regiones americanas.
El interés académico por los terremotos también se remonta a tiempos antiguos. Las primeras especulaciones sobre sus causas naturales se atribuyen a Tales de Mileto (ca. 585 a. C.), Anaximenes de Mileto (ca. 550 a. C.), Aristóteles (ca. 340 a. C.) y a Zhang Heng, perteneciente a la dinastía china Han, que en 132 a. C. diseñó el primer sismógrafo conocido.
En 1664, Athanasius Kircher propuso que los terremotos serían causados por el movimiento del fuego dentro de un sistema de canales que existiría dentro de la Tierra. En 1703, Martin Lister (1638-1712) y Nicolás Lemery (1645-1715) propusieron que los terremotos serían causados por explosiones químicas dentro de la Tierra.
El terremoto de Lisboa de 1755, que coincidió con el florecimiento general de la ciencia en Europa, disparó el interés científico por comprender el comportamiento y la causa de los terremotos. En esa época se cuenta con las aportaciones de John Bevis (1757) y sobre todo de John Michell (1761), que determinó que los terremotos eran ondas de movimiento causadas por «masas de roca que se mueven millas por debajo de la superficie» de la Tierra.
A partir de 1857, Robert Mallet fundó la sismología instrumental y llevó a cabo experimentos sismológicos utilizando explosivos. También fue el responsable de acuñar la palabra «sismología» (seismology).
En 1897 los cálculos teóricos de Emil Wiechert predijeron de que la estructura interna de la Tierra estaría conformada por un manto rico en silicatos que rodeaba a un núcleo rico en hierro.
En 1906 Richard Dixon Oldham identificó el arribo separado de las ondas P, las ondas S y las  ondas de superficie en los sismogramas, y además encontró una evidencia clara de que la Tierra tiene un núcleo central de una composición que le es propia.
En 1910, después de estudiar el terremoto de San Francisco de 1906, Harry Fielding Reid elaboró la teoría del «rebote elástico», que sigue siendo la base de los modernos estudios tectónicos. Los avances que entonces se habían producido tanto en matemática como en física (en el comportamiento elástico de los materiales) fueron los que propiciaron el desarrollo de la teoría del rebote elástico de Reid.
En 1926, Harold Jeffreys fue el primero en descubrir, basándose en su estudio sobre las ondas sísmicas, que el núcleo de la Tierra está en estado líquido. Y en 1937, la matemática y sismóloga danesa Inge Lehmann determinó que dentro de ese núcleo líquido había un núcleo interno que era sólido, mientras que el núcleo externo sí era líquido.
En los años 1960, el desarrollo de la teoría de las placas tectónicas, una teoría unificadora de conceptos en Ciencias de la Tierra, permitió comprender fehacientemente la causa de los terremotos al ubicarlos dentro de un contexto tectónico.

## Terremotos e intervención

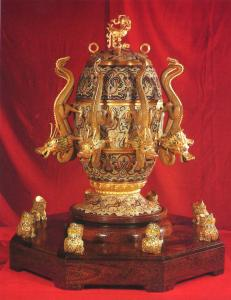
Réplica del detector de terremotos de Zhāng Héng

A los terremotos se les dio desde la Antigüedad hasta la Edad Media (y en algunas culturas hasta la actualidad) una explicación mítica asociada con el castigo o la ira divina. Por ejemplo, en Japón, los terremotos eran atribuidos a un enorme pez gato, que yacía bajo la tierra y era controlado por un dios, quien mantenía su cabeza enterrada bajo una piedra; cuando el dios se descuidaba, Namazu se movía y con fuertes latigazos de su cola hacía temblar la tierra. En Siberia, los terremotos eran atribuidos al paso de un dios en trineo bajo la Tierra; los maoríes creían que su dios Raumoko, enterrado accidentalmente por su madre, la Tierra, gruñía causando los terremotos. Los aztecas pensaban que la vida humana se extinguía periódicamente a causa de diferentes calamidades; a cada era o ciclo le denominaron “Sol”. El quinto Sol, el actual, cuyo signo era nahui ollin (“cuarto movimiento”) debería terminar a causa de un terremoto. Así, los aztecas pretendían retratar el cataclismo que habría de poner fin al quinto Sol mediante chalchíhuatl, el agua preciosa del sacrificio.
Por otra parte, en la mitología griega, el dios Atlas sostenía al mundo en sus hombros, y Poseidón, dios de los mares, hacía tambalearse a Atlas generando así los terremotos.
En Sudamérica, los terremotos eran fenómenos naturales muy frecuentes en la región andina. Los incas asociaban los movimientos sísmicos a lo sobrenatural, pues ellos tenían la creencia de que los terremotos eran producidos por castigo de los dioses, entre ellos se destaca a la diosa Pachamama y su esposo Pachacámac, el cual este último era conocido como el "dios de los temblores". Se decía que bastaba un solo movimiento de su cabeza para provocar masivos cataclismos y que si Pachacámac se movía completamente, el mundo llegaría a su extinción. Los movimientos sísmicos también podían ser causados por la salida de un Amaru de lugares subterráneos y cavernas muy profundas debido a su colosal tamaño. Los Amarus son criaturas mitológicas de aspecto similar a un dragón (más exactamente a un dragón asiático), dichos seres son proveedores de la lluvia y a su vez, estaban vinculados a los terremotos y al mundo subterráneo. Los mapuches creían que los terremotos eran causados por diversos seres mitológicos, entre los que destacan, la serpiente Trentren. Las tribus chibchas de la sabana colombiana tenían la creencia de que cuando el dios Chibchacum sentía ira, pateaba el suelo, sacudiendo la Tierra. En América Central, las culturas precolombinas pensaban que cuando la Tierra estaba superpoblada, cuatro dioses que la sujetaban la sacudían para retirar la gente sobrante y restablecer el equilibrio. 
Los terremotos también han sido fuente de supersticiones. Según Tucídides, los ejércitos del Peloponeso que avanzaban sobre Beocia fueron sacudidos por terremotos en 476 a. C. En ese momento estos fueron considerados como malos augurios, por lo que la invasión se canceló. También en el 480 a. C. fracasó un ataque persa a Delfos debido a un terremoto atribuido al dios Apolo. En la China antigua, se creía que los terremotos anunciaban cambios inminentes en el gobierno, por lo que se había desarrollado un sistema de informes sísmicos muy completo.

## Daños causados por terremotos históricos
Algunas grandes obras que fueron destruidas por terremotos se han convertido en objeto de mitos y leyendas. Tal es el caso de la destrucción del Coloso de Rodas en 225 o la destrucción del faro de Alejandría en 800 (ambas edificaciones eran parte de las siete maravillas del mundo antiguo) por sendos terremotos.
También hay ejemplos de ciudades-estado que desaparecieron en el pasado por terremotos; por ejemplo, es posible que la desaparición de la Atlántida evocada en los Diálogos de Platón, y de la cultura Minoica, en lo que hoy en día es la isla mediterránea de Creta, se haya debido a cataclismos como terremotos, tsunamis o erupciones volcánicas.
En América hay registros de terremotos que dieron lugar a grandes destrucciones; entre los más grandes se encuentra el terremoto de Lima del 28 de octubre de 1746. Según las descripciones de la época, el terremoto tuvo una duración de varios minutos o de «más de tres credos mal rezados». Un tsunami posterior arrasó al vecino puerto del Callao, pereciendo cinco mil personas y desapareciendo varios miles más. Con anterioridad, Lima había sido destruida varias veces: en 1534; el 2 de julio de 1581; el 27 de noviembre de 1630; y el 20 de octubre de 1687. Hay constancia de otros terremotos que azotaron ciudades como Arica y Concepción en Chile. En México, en 1985, un gran terremoto azotó la capital de tal manera que se pensó que había desaparecido.

## Primeras teorías del origen de los terremotos basadas en causas naturales
Los filósofos de la antigua Grecia fueron los primeros en asignar causas naturales a los terremotos. Tales de Mileto (siglo VI a. C.) consideró que la Tierra flotaba sobre agua y que los terremotos eran similares al movimiento de un barco sobre el oleaje. Poco después surgió la idea de que los terremotos se debían a explosiones por la liberación de gases en el éter que componía el universo. Anaxímenes (ca. 590 a. C.-ca. 528/525 a. C.) propuso una teoría bastante cercana a las teorías actuales, en la que explicaba que el origen de los terremotos estaba en el colapso de cavernas en rocas profundas.
Demócrito  (ca. 460-370 a. C.) pensaba que el origen de los terremotos se debía a fuertes tormentas de mezclas de aire y de agua en una hipotética atmósfera interna del planeta. Una teoría similar fue la de Anaxágoras y Empédocles en el siglo IV a. C.. Ellos propusieron que los terremotos eran generados a partir de salidas súbitas de aire caliente. Esta teoría fue aceptada por Aristóteles en la misma época, lo que le dio gran aceptación en la Europa antigua. La teoría llegó a la Antigua Roma a través de Séneca y de Plinio el Viejo. En la Edad Media fue difundida por Avicena, Averroes y los dominicos Alberto Magno y Tomás de Aquino. Sin embargo, durante el Medioevo (como ya se explicó) el origen natural de los terremotos fue formalmente prohibido por considerarla como una idea herética. No fue sino hasta principios del siglo XVII que se volvió a especular acerca de causas naturales del origen de los terremotos (Udías, 1985). Así, Werner propuso que los terremotos se debían a causas locales vinculadas a capas de piritas de hierro fundidas en depósitos de carbón ardiente.
Probablemente, Alexander Von Humboldt (1769-1859) fue el primero en establecer una relación entre las fallas geológicas y los terremotos. Humboldt también viajó por la Nueva Granada y pudo sentir varios eventos sísmicos fuertes incluyendo el de Cumaná en 1799. Estableció una relación entre los terremotos y los volcanes comparando las erupciones del Vesubio y sus temblores, con los sentidos en las laderas del Guagua Pichincha y el Puracé; además propuso una relación directa entre los vapores acumulados y los terremotos. Textualmente expuso que: «Los volcanes activos son como válvulas de seguridad para las regiones vecinas». 
Humboldt experimentó personalmente los efectos causados por el terremoto de Cumaná del 4 de noviembre de 1799, en la costa de Venezuela. Sucedió a las cuatro de la tarde y tuvo dos movimientos fuertes de 15 segundos. La casa donde vivió en Caracas durante el terremoto del 12 de marzo de 1812 colapsó y muchos de sus amigos y colegas murieron en la catástrofe. Posteriormente, Humboldt y su compañero francés Bonpland sobrevivieron a terremotos en Colombia, Ecuador, Perú y México, lo que le brindó una ventaja apreciable en el conocimiento del fenómeno con respecto a sus colegas en Alemania, divorciándose de las ideas de su maestro Werner, quien nunca aceptó las nuevas observaciones de Humboldt.
Las descripciones de los terremotos experimentados por Humboldt son de gran fiabilidad; en sus volúmenes de Kosmos, muestra con extraordinaria precisión los diferentes aspectos de los eventos como los movimientos verticales y horizontales, duración, sonidos, etc. Con evidencias sobre erupciones de volcanes en las Antillas cercanas a Venezuela después del terremoto de Cumaná, de otro volcán en la isla San Vicente después del terremoto de Caracas y lo que vio en México en la erupción del volcán Jorullo, así como su experiencia en mineralogía, Humboldt abandonó para siempre la tesis de su maestro.
Por otro lado, Jean Baptiste Boussingault quien vivió en Colombia de 1823 a 1828, no compartía las ideas de Humboldt y propuso que los terremotos se debían al derrumbamiento subterráneo de montañas. Aunque estas teorías fueron equivocadas en su momento, mostraban con precisión la forma de actuar de los terremotos volcánicos, comunes en las zona cercanas a estos. Jesús Emilio Ramírez menciona que años después, Vergara y Velasco, quien publicó un Atlas de Colombia a principios del siglo XX, decía que: “En Colombia tanto como en otras partes, es visible la independencia ordinaria de los fenómenos sísmicos y volcánicos”. En el siglo XIX, aparecieron diversas explicaciones sobre el origen de los terremotos. Según Ramírez (1975) abundaron leyes empíricas que asociaban el fenómeno a causas locales: se estableció relación entre los temblores y la rotación de la Tierra, las estaciones del clima, las distancias a la Luna durante el apogeo y el perigeo, y hasta la aparición de cometas y estrellas fugaces.

## Teorías modernas

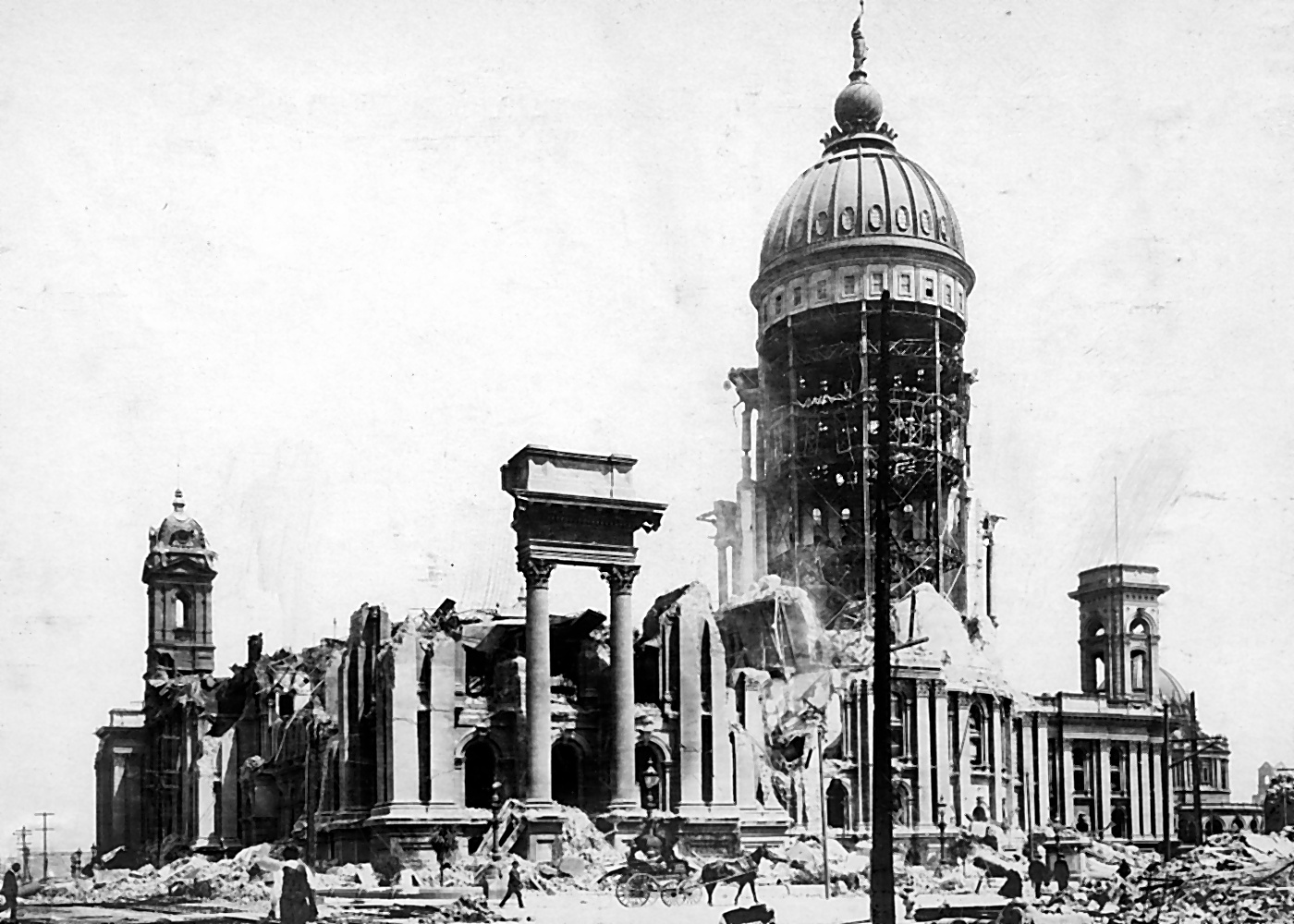
Ayuntamiento de San Francisco tras el terremoto de 1906

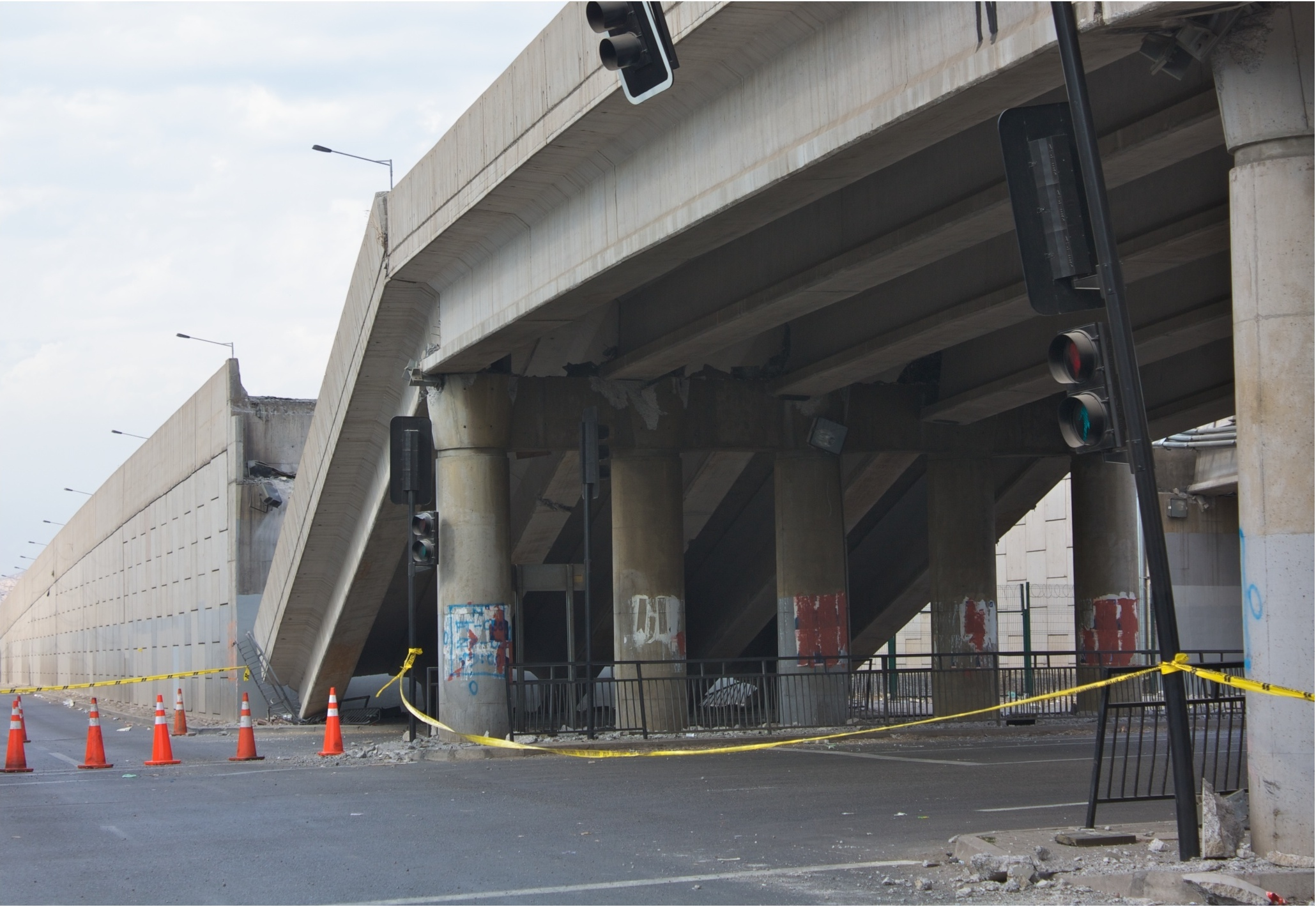
Daños en la Vespucio norte en Chile. Terremoto de 2010

Para explicar cómo la falla del terreno había sido la causa del terremoto de San Francisco de 1906, Harry Fielding Reid junto a Andrew Lawson propusieron, en 1910, el modelo del rebote elástico el cual consistió en identificar el origen de los terremotos como una relajación súbita de la deformación acumulada en las fallas. Debido a la constante dinámica interior terrestre, las placas interaccionan y chocan entre sí, en algunas ocasiones los bordes se traban y el constante empuje empieza a generar una deformación que con el paso del tiempo se va acumulando. Obviamente, los materiales de la corteza, aunque fuertes, tienen un límite de resistencia que al verse superado, hace fallar la roca y generar una fractura que es la que se propaga generando ondas de terremotos. 
Este comportamiento de las fallas cuando ocurrían terremotos fue documentado por primera vez en Japón durante los terremotos de Mino Owari en 1891 por Milne y Omori, pero fue hasta que Reid y Lawson mediante las mediciones geodésicas del caso corroboraron este hecho de manera formal; ellos explicaron el fenómeno con desplazamientos horizontales, pero con el tiempo los geólogos y sismólogos se dieron cuenta de que el fenómeno se podía presentar con desplazamiento vertical o con la combinación de movimientos vertical y horizontal; hoy en día esos desplazamientos son medidos con técnicas geodésicas satelitales de manera precisa.
No obstante, antes que Reid, el japonés Koto observó después del temblor de Mino-Owari del 28 de octubre de 1891 que destruyó Honshu, grietas en la superficie que mostraban desplazamientos horizontales de más de 8 m y verticales de 2 a 3 m. Esto llevó a Koto a concluir que los terremotos no se debían a explosiones como se creía entonces sino a movimientos de la Tierra, un concepto revolucionario para la época. 
Sin embargo, en los inicios del siglo XX, aún no existía explicación para los terremotos que se generaban cerca del océano Pacífico, donde no se podían verificar la existencia de fallas superficiales; esto debió esperar una década más hasta que se desarrollará formalmente de forma teórica las diferentes capas que componen la Tierra, y entender que cerca de las costas del Pacífico la placa marina penetraba en la placa continental generando los denominados terremotos de subducción que se formaban ya sea cerca de las costas a poca profundidad, o bajo el continente en una zona de buzamiento constante que se denominó zona de Benniof o de Wadati en honor a estos científicos que trabajaron en la definición formal de la posición del origen de los terremotos en las costas del Pacífico. Lo anterior empezó a brindar necesariamente una relación entre el tamaño del terremoto y la cantidad de desplazamiento y área de rotura, pero a pesar de que esto fue buscado teóricamente, se debió esperar mucho más tiempo para llevarlo a cabo.
Aparte de las fuentes sísmicas asociadas con fallas y fenómenos de subducción, que se conocen como fuentes tectónicas, existen otros tipos de fuentes sísmicas, esto es, procesos capaces de causar ondas sísmicas. Las fuentes de colapso son generalmente, poco energéticas y las ondas que producen no son peligrosas; aunque el colapso en sí pueda serlo (por ejemplo, en el caso de colapsos en túneles). Las fuentes más grandes de este tipo son las asociadas con el colapso de las depresiones que se forman, en la parte superior de algunos volcanes, como consecuencia de erupciones explosivas.
Las fuentes volcánicas de las que existen cuatro tipos de fuentes sísmicas asociadas con la actividad volcánica: llamamos terremoto volcánico tipo A a los terremotos generalmente pequeños (magnitud menor de 6) que ocurren a profundidades menores de 20 km bajo los volcanes, y usualmente en forma de enjambres. Estos eventos presentan altas frecuencias y el comienzo de los registros de estos en los terremotogramas es súbito y abrupto. Los terremotos volcánicos tipo B ocurren por lo general en, o cerca de los cráteres activos; son muy someros y de magnitudes muy pequeñas, presentando arribos graduales y emergentes; son aparentemente ondas superficiales. 
Las fuentes de impacto suponiendo el no improbable hecho del impacto de un meteorito sobre la superficie terrestre, pueden generar ondas sísmicas apreciables, ya que su efecto es parecido al de una fuente explosiva en la superficie terrestre; el meteorito de Siberia en 1908 provocó ondas de aire enormes. Sin embargo, ni ese meteorito ni el caído también en Siberia el 12 de febrero de 1947 produjeron ondas sísmicas que fueran detectadas al menos en lugares próximos; incluso, las de este último no fueron registradas por un sismógrafo colocado a una distancia de 400 km. Es probable que la energía del impacto se libere principalmente en la atmósfera, y tanto el tamaño como la velocidad de los meteoritos son disminuidos por la fricción con los gases de la atmósfera terrestre. 
También enormes deslizamientos han generado terremotos en diferentes regiones del planeta; por ejemplo, el 25 de abril de 1975, un deslizamiento gigantesco a lo largo del río Mantaro en Perú generó un terremoto de magnitud intermedia; el deslizamiento de millones de m³ viajó pendiente abajo una distancia de 7 km a una velocidad de 140 km/h, lo que generó un terremoto de más de 3 minutos de duración. También en el Pamir ruso, el príncipe Galitzin, quien era un inventor de sismógrafos, pudo registrar en 1911 las ondas provenientes del, tal vez, más grande deslizamiento de la historia moderna generado por un temblor en la Tierra. 
Durante mucho tiempo se conjeturó que los terremotos ocurridos en la subducción peruana durante la década de 1960 y el terremoto de Chimbote de 1970 fueron generados por las explosiones nucleares de pruebas francesas en el atolón de Muroroa hechas poco antes de cada terremoto; científicos y estudiantes mostraron relaciones bastante certeras en aquel entonces que el gobierno francés no quiso tomar en cuenta; empero en la década de 1990 se hicieron pruebas subterráneas atómicas en el mismo atolón y no existió, en este último caso, una consecuencia similar. (añadido por un profano) : este último razonamiento (casi un sofisma) no prueba ni excluye nada, las explosiones de las décadas '60 y '70 podrían (o no) haber agotado un equilibrio inestable de las capas subterráneas, dejándolas en equilibrio estable frente a los ensayos nucleares de los años 90...
Finalmente se ha llegado a comprobar que fenómenos sísmicos han podido ser generados por el llenado de embalses en zonas con fallas sin actividad; también explosiones nucleares han sido fuentes generadoras de posteriores terremotos pequeños. Estos casos son denominados terremotos inducidos y aún no existen pruebas de efectos dañinos por su presencia ya que normalmente son de baja magnitud. Estos eventos sísmicos pueden ser generados por pequeños acoplamientos de la roca a profundidades someras debido a las fuerzas inducidas por actividades humanas como las mencionadas; sin embargo, no existe evidencia explícita de que la interacción entre grandes fuerzas o presiones generadas por la actividad humana puedan causar grandes terremotos, por lo menos hasta el momento.